# Nederlandse kampioenschappen schaatsen afstanden 1987 - 3000 meter vrouwen
De 3000 meter vrouwen op de Nederlandse kampioenschappen schaatsen afstanden 1987 werd gereden in januari 1987, in ijsstadion De Uithof in Den Haag. Er namen zestien schaatssters deel.
Dit was de eerste editie van het NK Afstanden voor vrouwen.

## Statistieken

### Uitslag
| #      | Schaatser              | tijd    |
| ------ | ---------------------- | ------- |
| Goud   | Yvonne van Gennip      | 4.46,05 |
| Zilver | Marieke Stam           | 4.48,63 |
| Brons  | Petra Moolhuizen       | 4.50,87 |
| 4      | Erna Uitham            | 4.51,73 |
| 5      | Grietje Mulder         | 4.52,11 |
| 6      | Hanneke de Vries       | 4.52,59 |
| 7      | Henriët van der Meer   | 4.53,13 |
| 8      | Ingrid Paul            | 4.57,64 |
| 9      | Marga Preuter          | 4.57,87 |
| 10     | Herma Meijer           | 4.58,63 |
| 11     | Alida Pasveer          | 4.59,21 |
| 12     | Thea Limbach           | 5.04,35 |
| 13     | Jolanda Grimbergen     | 5.05,65 |
| 14     | Mariska Hekkers        | 5.07,06 |
| 15     | Esmeralda Ossendrijver | 5.07,19 |
| 16     | Anja Bollaart          | 5.08,34 |